# منتخب جزر العذراء الأمريكية لكرة القدم للسيدات
منتخب جزر العذراء الأمريكية الوطني لكرة القدم للسيدات (بالإنجليزية: United States Virgin Islands women's national soccer team)‏ هو ممثل جزر العذراء الأمريكية الرسمي في المنافسات الدولية في كرة القدم للسيدات، يديريه اتحاد الجزر العذراء الأمريكية لكرة القدم.